# Fleischroter Gallertbecher
Der Fleischrote Gallertbecher (Ascocoryne sarcoides) ist eine Pilzart aus der Familie der Gelatinodiscaceae, früher Helotiaceae.

## Merkmale

### Makroskopische Merkmale
Der Fleischrote Gallertbecher bildet ungestielte, kreisel- bis schalenförmige Fruchtkörper (Apothecien), die eine gallertige Konsistenz aufweisen und violett bis fleischrot gefärbt sind. Sie erreichen einen Durchmesser von 5 bis 10 mm. Die häufig gleichzeitig und oft direkt neben der Hauptfruchtform (Teleomorphe) gebildete Nebenfruchtform (Anamorphe) bildet keulige bis blattförmige, manchmal an der Spitze gespaltene Fruchtkörper aus, die gleich gefärbt sind.

### Mikroskopische Merkmale

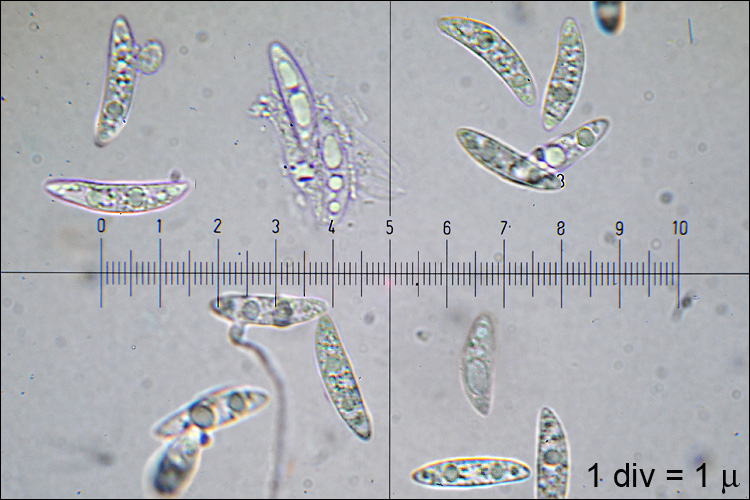
Sporen des Fleischroten Gallertbechers im Lichtmikroskops

Die zylindrisch geformten Schläuche werden 205 bis 220 × 10 bis 12 µm groß. Die Sporen sind durchscheinend (hyalin), schmal elliptisch, glatt und werden 10–18 × 3–5 μm groß. Sie sind anfangs unseptiert, bekommen aber später eine bis zu drei Septen. Die Paraphysen sind fadenförmig und unverzweigt. Die Nebenfruchtform bildet glatte, hyaline Konidien, die 1 bis 2 µm groß werden.

## Artabgrenzung
Der Großsporige Gallertbecher (Ascocoryne cylichnium) ist sein makroskopisch kaum unterscheidbarer Doppelgänger. Dieser besitzt aber nie eine Nebenfruchtform. Eine sichere Unterscheidung erfolgt mit dem Mikroskop, da die Sporen des Großsporigen Gallertbechers bis zu sieben Septen aufweisen, die des Fleischroten Gallertbechers aber höchstens drei.

## Ökologie

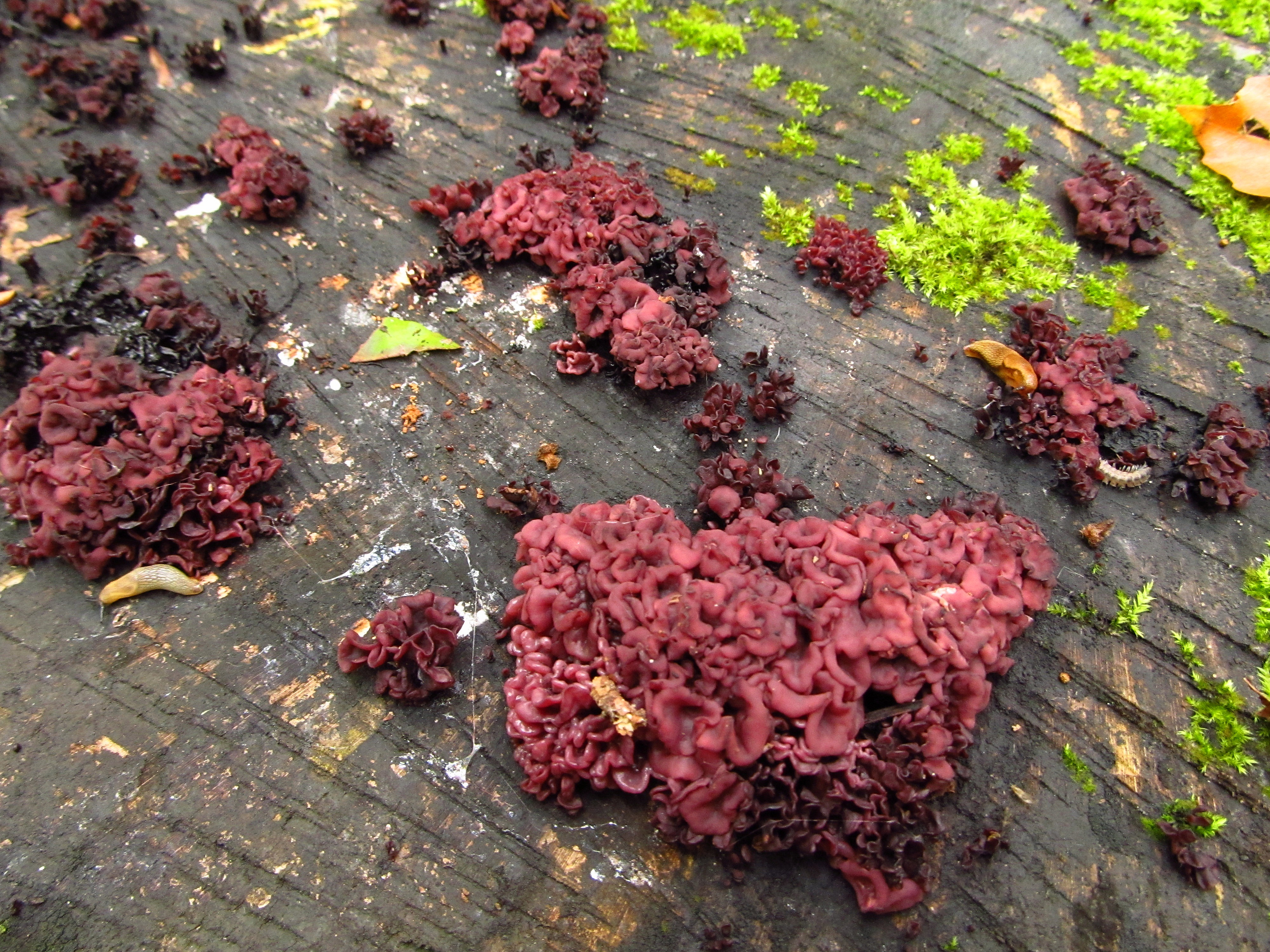

Die Art wächst überwiegend saprobiontisch meist in Gruppen an toten, meist morschem, feuchtem Laubholz, meist Buche. Er tritt erst im Herbst und milden Wintern auf.

## Verbreitung
Der Fleischrote Gallertbecher hat eine sehr weite Verbreitung in Europa und Nordamerika, tritt aber auch in Australien, Neuseeland und Südamerika auf. In Mitteleuropa ist er recht häufig.

## Inhaltsstoffe

Ascocorynin (Strukturformel)

Der Fleischrote Gallertbecher produziert das Terphenylquinon Ascocorynin, ein Derivat des 1,4-Benzochinons. Es ist ein violetter Farbstoff (zumindest in alkaliner Lösung), der dem Fruchtkörper die Farbe gibt. Ascocorynin hat eine antibiotische Wirkung gegen Gram-positive Bakterien, aber nicht gegen Gram-negative Bakterien und Pilze.

## Systematik
Der Fleischrote Gallertbecher wurde 1781 Nikolaus Joseph von Jacquin als Lichen sarcoides erstbeschrieben, aber bereits drei Jahre später 1784 von James Dickson in die Gattung Helvella gestellt. Elias Magnus Fries beschrieb 1822 die Nebenfruchtform als Tremella sarcoides. Es gibt noch einige Synonyme mehr. 1967 stellten James Walton Groves & Doreen E. Wilson die Gattung Ascocoryne auf mit Ascocoryne sarcoides als Typusart.